# Траубель, Элен
Э́лен Франче́ска Тра́убель (англ. Helen Francesca Traubel; 16 июня 1899, Сент-Луис, Миссури, США — 28 июля 1972, Санта-Моника, Калифорния, США) — американская оперная певица (сопрано).

## Биография
Немка по национальности, родившаяся в семье эмигрантов фармацевта Отто Фердинанда Траубеля (нем. Otto Ferdinand Traubel) и домохозяйки Клары Траубель, урождённой Штур (нем. Clara Traubel (Stuhr)). С 1923 года стала выступать с Сент-Луисским симфоническим оркестром. В 1937—1953 годах пела в «Метрополитен-опера», на сцене которого дебютировала 12 мая 1937 года в специально написанной для неё опере Вальтера Дамроша Человек без Родины. Считается одной из лучших исполнительниц партий в операх Рихарда Вагнера. Много гастролировала, в частности выступала в концертах совместно с Артуро Тосканини. Снималась в кино.

## Партии
- «Человек без Родины» Вальтера Дамроша — Мэри Рутледж
- «Валькирия» Рихарда Вагнера — Брунгильда
- «Гибель богов» Рихарда Вагнера — Брунгильда
- «Тангейзер» Рихарда Вагнера — Елизавета
- «Тристан и Изольда» Рихарда Вагнера — Изольда
- «Кавалер розы» Рихарда Штрауса — княгиня Мария Тереза фон Верденберг